# Prîvilne (Promin), Melitopol
Prîvilne (în ucraineană Привільне) este un sat în comuna Promin din raionul Melitopol, regiunea Zaporijjea, Ucraina.

## Demografie
Componența lingvistică a localității Prîvilne
     Rusă (83,82%)
     Ucraineană (8,82%)
Conform recensământului din 2001, majoritatea populației localității Prîvilne era vorbitoare de rusă (83,82%), existând în minoritate și vorbitori de ucraineană (8,82%).